# جورج فورنير
جورج فورنير (بالفرنسية: Georges Fournier)‏ هو جغرافي ومهندس ورياضياتي فرنسي، ولد في 31 أغسطس 1595 في كاين في فرنسا، وتوفي في 13 أبريل 1652 في Collège Henri-IV ‏ في فرنسا.